# Кравец, Владимир Иосифович
Владимир Иосифович Кравец (23 июля 1935, Херсон — 9 июня 2022, Харьков) — советский и украинский архитектор, художник театра, график, акварелист, педагог. Заслуженный архитектор Украины (2002).

## Биографические сведения
В 1963 окончил Харьковское художественное училище.
С 1963 — член Союза театральных деятелей Украины, с 1964 года участвовал в выставках. С 1968 — член Союза художников Украины, председатель секции художников театра, кино и телевидения Харьковской областной СХУ.
Преподавал в Харьковском университете строительства и архитектуры, был заведующим кафедрой изобразительного и декоративного искусства.
Скончался 9 июня 2022 года в Харькове.

## Степени и звания
- Профессор (1980).
- Доктор архитектуры (1995).
- Член-корреспондент Академии архитектуры Украины (с 1995).
- Заслуженный архитектор Украины (2002).

## Сценография спектаклей
- 1965 — «Божественная комедия» И. Штока,
- 1967 — «Мальчиш-Кибальчиш» А. Гайдара,
- 1968 — «Руслан и Людмила» М. Глинки,
- 1972 — «Патетическая соната» М. Кулиша,
- 1998 — «Отелло» Дж. Верди.